# Bryoerythrophyllum linearifolium
Bryoerythrophyllum linearifolium là một loài rêu trong họ Pottiaceae. Loài này được K. Saito mô tả khoa học đầu tiên năm 1975.